# 얼룩무늬영원
얼룩무늬영원(학명: Triturus marmoratus) 또는 대리석영원은 영원과 빗살영원속에 속하는 대표적인 영원으로, 유럽 대륙의 토산종이다. 검은 피부에 어지러운 녹색 반죽 무늬가 있으며, 몸길이는 약 13-17cm 정도이다. 프랑스에서 가장 많은 개체가 서식하며 스페인·포르투갈에도 서식지가 있다. 근연종인 남방얼룩무늬영원(Triturus pygmaeus)과는 서식지가 국소적으로 겹친다.